# پالوده‌خوارسانان
پالوده‌خوارسانان (نام علمی: Dendrochirotida) نام یک راسته از رده خیار دریایی است.

## نگارخانه

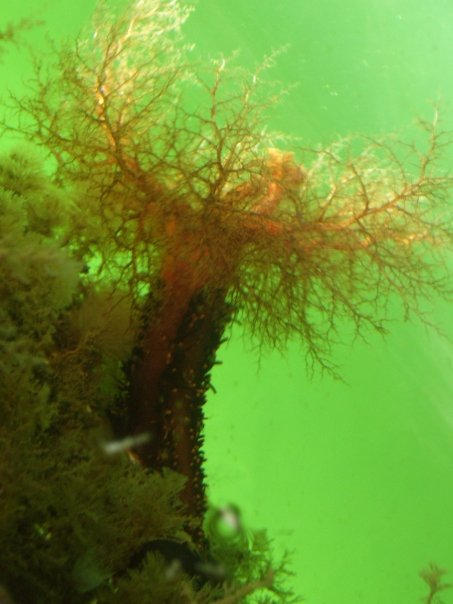
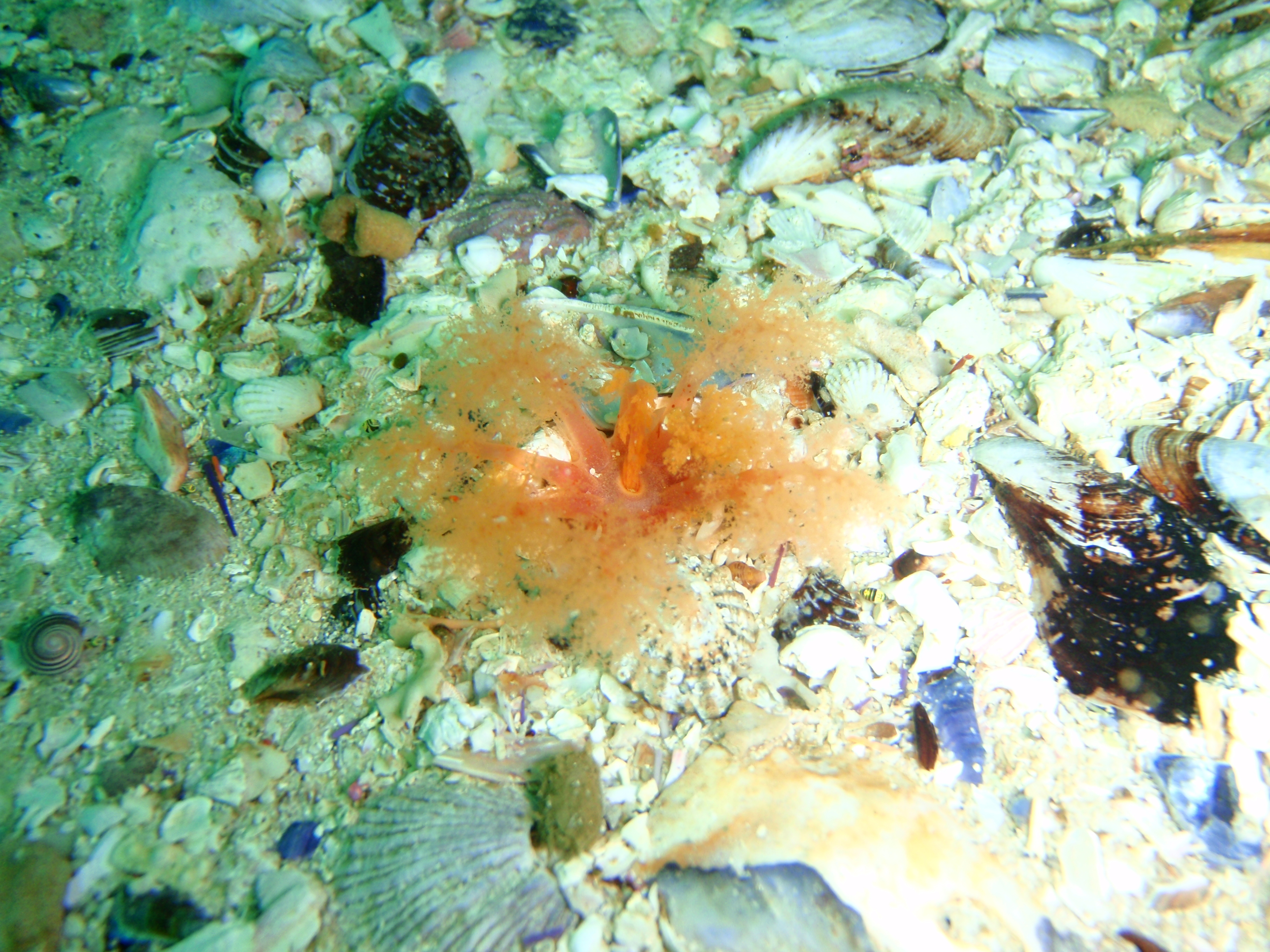
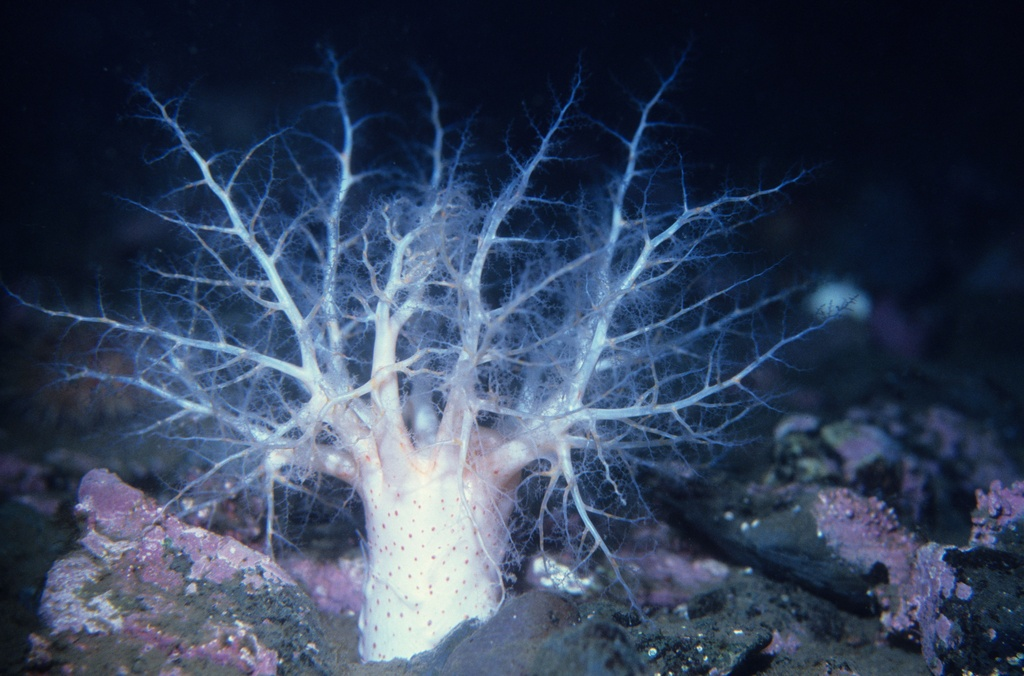
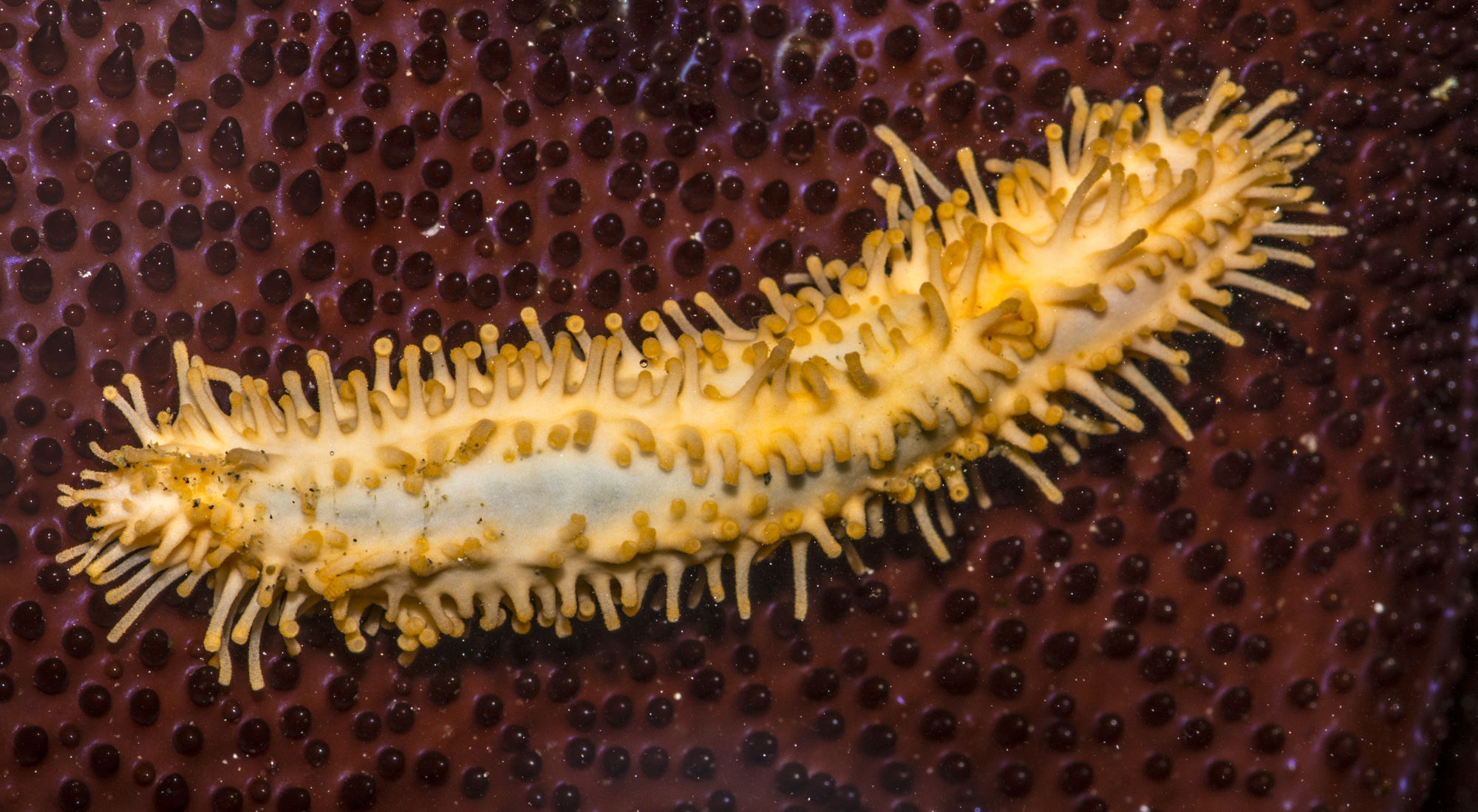
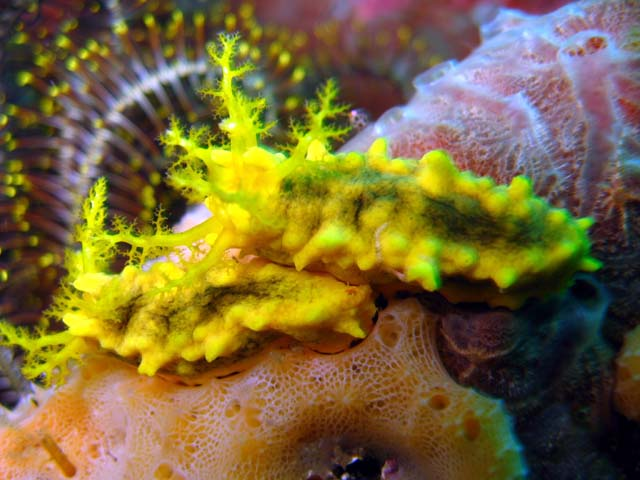
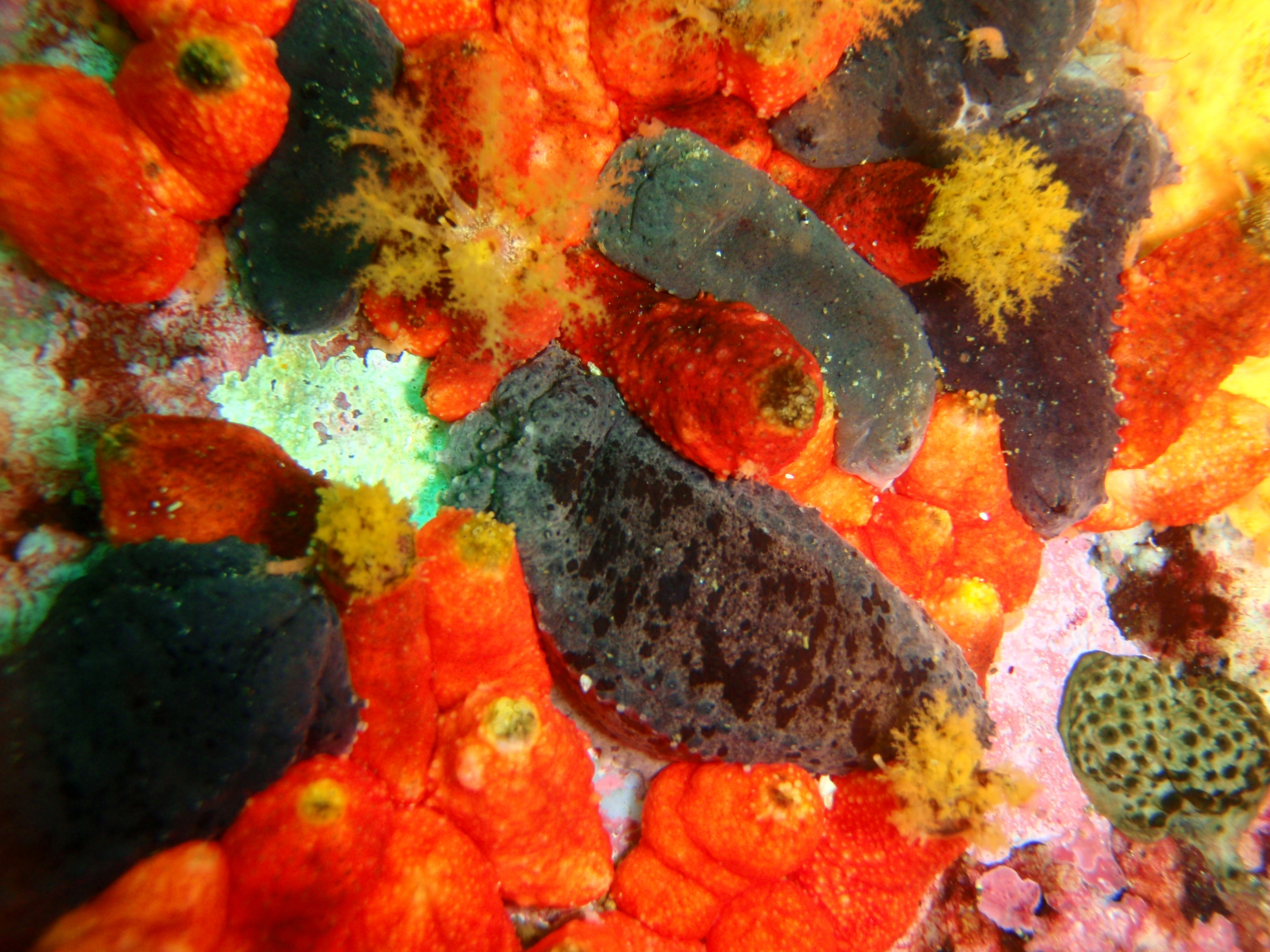
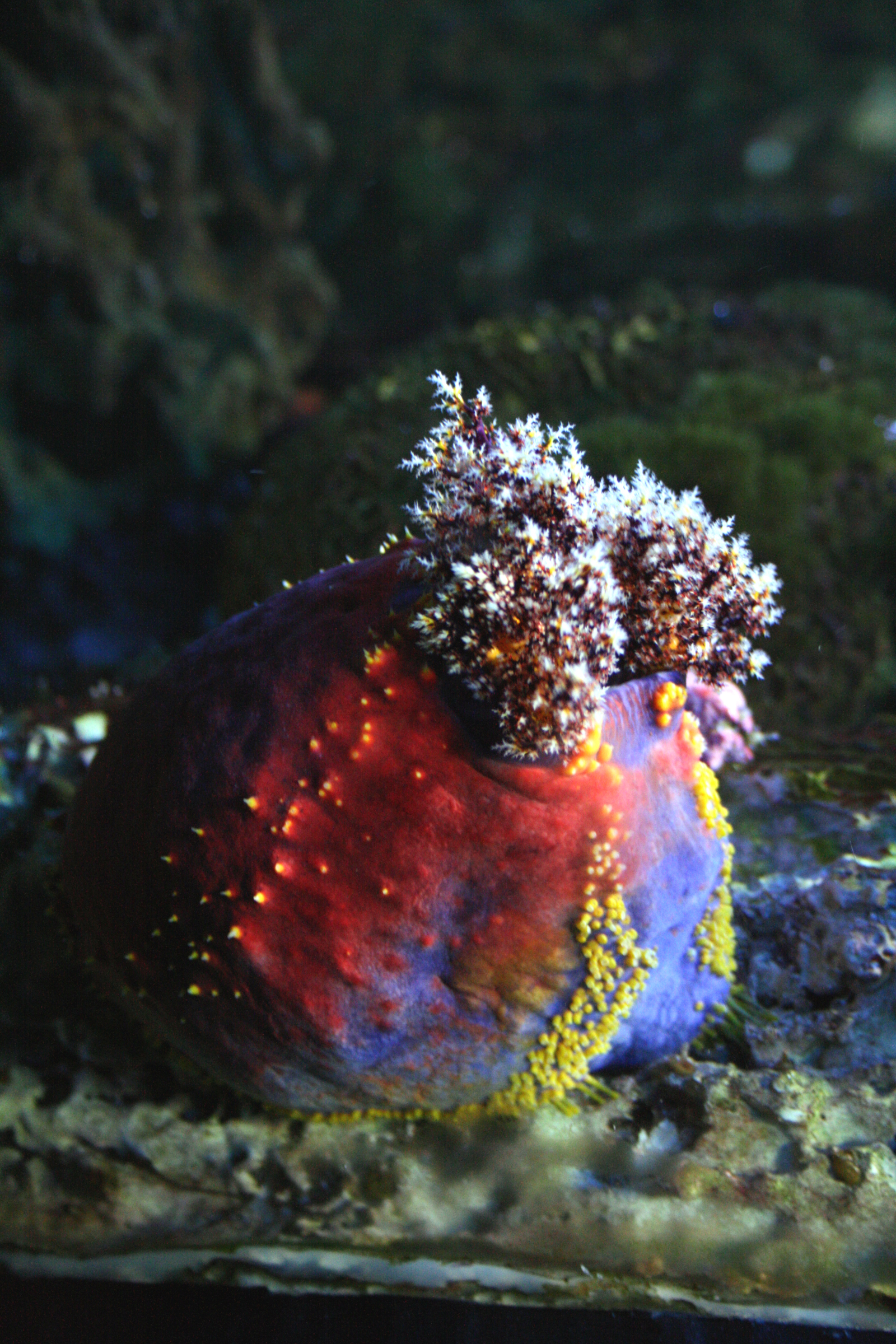
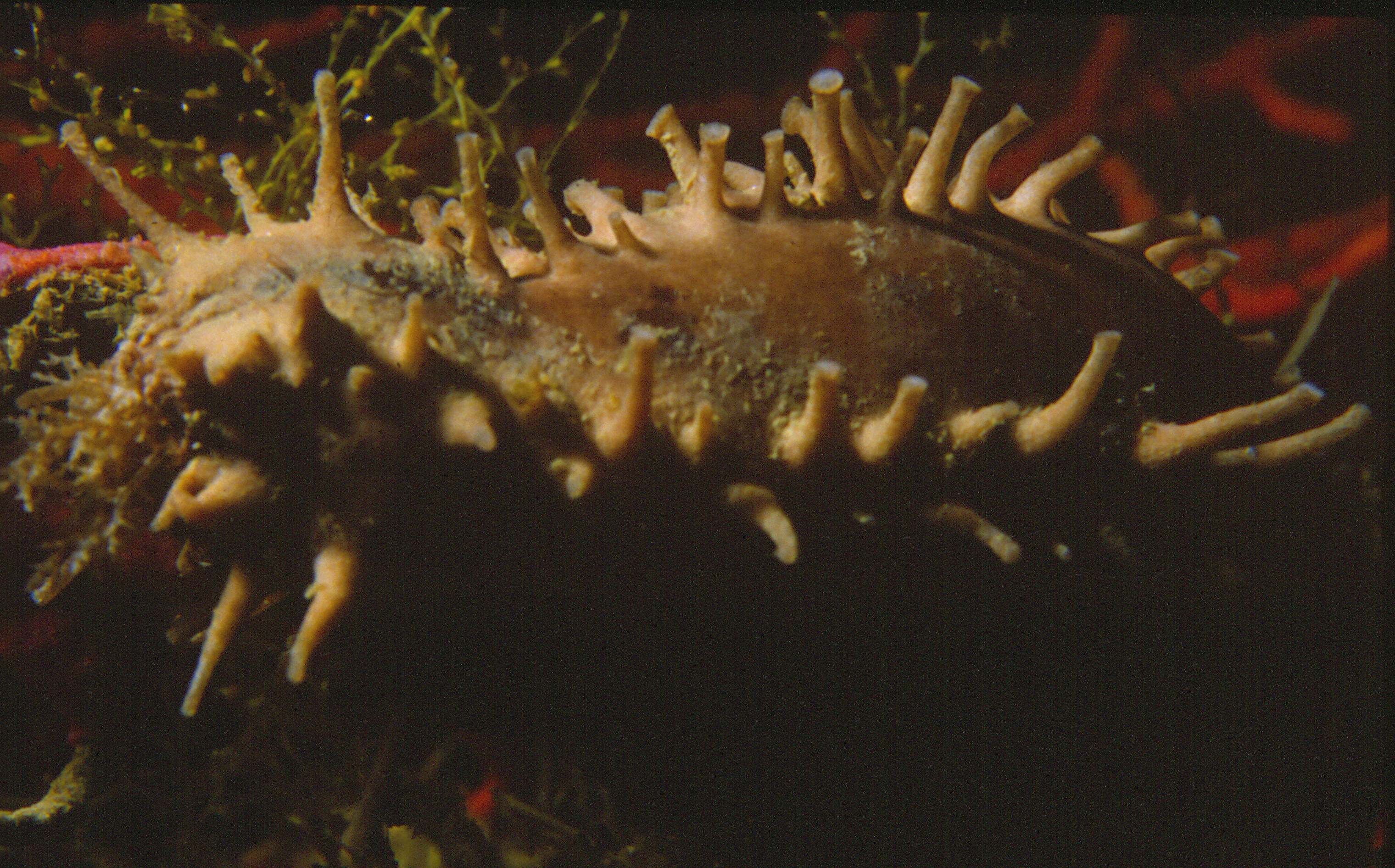